# Верх-Бийск
Верх-Бийск — село в Турочакском муниципальном районе Республики Алтай России. Входит в состав Тондошенского сельского поселения.

## География
Расположено на севере Республики Алтай, в горнотаёжной зоне, на правом берегу р. Бия. Возле села находятся вершины Веселая (691 м), Сузапкина (575 м) и безымянная вершина (746 м). Между селом и вершиной Веселая находится болото Баланак.
Уличная сеть
состоит из 15 географических объектов:
- Переулки: Береговой пер., Лесной пер.
- Территории: тер. Заречье
- Улицы: ул. Береговая, ул. Болотово, ул. Боровая, ул. Гагарина, ул. заимка Кузенская, ул. Ленина, ул. Лесная, ул. Промышленная, ул. Рабочая, ул. Советская, ул. Телецкая, ул. Школьная.

## Население
| 2010 | 2011 | 2012 | 2013 | 2014 | 2015 | 2016 |
| ---- | ---- | ---- | ---- | ---- | ---- | ---- |
| 507  | ↗508 | ↘487 | ↘477 | ↘467 | ↘460 | ↗465 |

## Инфраструктура
Мостовый переход через Бию, для автотрассы Телецкий тракт.
Есть школа, СТО и шиномонтаж, магазины.

## Транспорт
Село стоит на пересечении дорог Горно-Алтайск — Артыбаш и Турочак — Артыбаш, здесь завершается автодорога регионального значения «Бийск — Турочак — Верх-Бийск» (идентификационный номер 84К-11).